# زنبق گل‌نرگسی
زنبق گل‌نرگسی (نام علمی: Iris narcissiflora) نام یک گونه از سرده زنبق است.